# Tanaissus danica
Tanaissus danica är en kräftdjursart som först beskrevs av Hansen 1909.  Tanaissus danica ingår i släktet Tanaissus, och familjen Nototanaidae. Arten är reproducerande i Sverige.